# Gerrit Achterberg
Gerrit Achterberg (Langbroek, 20 maggio 1905 – Leusden, 17 gennaio 1962) è stato un poeta olandese.

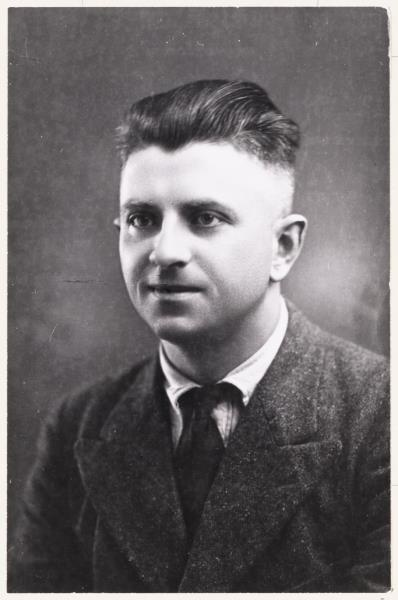
Gerrit Achterberg (1936)

Appartenne al gruppo di autori protestanti che scrivevano sulla rivista Vie in ascesa (Opwaartsche Wegen). Collaborò anche alla rivista Criterium, la più importante prima dell'ultimo conflitto mondiale. Pubblicò numerosi volumi di poesie: Partenza, nel 1931; Osmosi, nel 1941, Radar, nel 1946, Ciclo della tregenda, nel 1957. Nelle sue opere si possono individuare spesso motivi tipici del mondo scientifico. I critici lo avvicinano all'espressionismo e al surrealismo.
Il tema, quasi ossessivo, della sua poesia è il tentativo di far rivivere la sua defunta amata.

## Opere
Tra le sue principali raccolte:
- Eiland der ziel ("Isola dell'anima", 1939);
- Osmose (1941);
- Thebe (1941);
- Radar (1946);
- En Jezus schreef in 't zand ("E Gesù scriveva in terra", 1947);
- Ode aan Den Haag ("Ode all'Aia", 1953);
- Spel van de wilde jacht ("Dramma della caccia selvaggia", 1957).